# Strumaria
Strumaria là chi thực vật có hoa trong họ Amaryllidaceae.